# Улица Алафузова (Казань)
Улица Алафузова (тат. Алафузов урамы, Alafuzof uramı) — улица в историческом районе Ягодная слобода Кировского района Казани. Названа в честь Ивана Алафузова, промышленника и владельца предприятий в Ягодной слободе.

## География
Начинаясь от улицы Гладилова, пересекается с улицами Слободская, Краснококшайская, Герцена и заканчивается у пересечения с новой трассой Краснококшайской улицы. Ранее пересекалась с улицами Тургенева и Кольцова.

## История
Улица возникла как Поперечно-Царёвококшайская улица не позднее последней четверти XIX века и административно относилась к 6-й части города. В 1914 году постановлением Казанской городской думы улица была переименована в Анастасиевскую улицу, но реально это название не использовалось.
Переименована в улицу Карла Либкнехта протоколом комиссии Казгорсовета по наименованию улиц от 2 ноября 1927 года.
На 1939 год на улице имелось около 30 домовладений: № 1/58-29/33 по нечётной стороне и № 2-34/31 по чётной.
Постановлением Главы администрации г. Казани № 2100 от 25 августа 2005 года улице присвоено современное название.
В первые годы советской власти административно относилась к 6-й части города; после введения в городе административных районов относилась к Заречному (с 1931 года Пролетарскому, с 1935 года Кировскому) району.

## Примечательные объекты
- № 1/52 — здание лечебницы при кожевенном заводе (1876 год, архитектор Иван Котелов).[18]
- № 4 — в этом здании до начала 2000-х годов располагался детский сад № 4 швейной фабрики № 5.[19][20]
- № 6, 8/11 — жилой комплекс «Дом на Алафузова».[21]
- № 9/71 — жилой дом льнокомбината; в этом доме располагался подчинённый ему детский сад № 111.[22]
- № 11, 13/3 — жилые дома льнокомбината[тат.] (снесены).[23][24]
- № 18 — в этом здании располагалось правление ПО «Татбыттехника» МБОН ТАССР.[19]

## Транспорт
Общественный транспорт по улице не ходит; ближайшие остановки общественного транспорта — «Льнокомбинат» (автобус), «Поперечно-Базарная» (автобус, троллейбус) на пересекающих её улицах Гладилова и Краснококшайская соответственно.
С 1930 по 1937 годы (либо до конца 1950-х гг.) у пересечения улицы с Краснококшайской улицей находилась конечная остановка трамвая № 5.
В 1953—2010 годы через улицу проходила троллейбусная линия, соединявшая Ягодную слободу с улицей Декабристов; всё это время по ней ходил маршрут № 3, и на время ремонта Ленинской дамбы в 1980-е годы, — маршрут № 10а.
В 2000-е годы через улицу проходила «маршрутка» № 166.